# Majerz (szczyt)
Majerz (689 m n.p.m.) – szczyt w Pieninach Właściwych, w zachodniej części Pienin Czorsztyńskich. Mało wybitna kulminacja w głównym grzbiecie Pienin, pomiędzy przełęczą Snozka Zamecka (658 m n.p.m.) w Czorsztynie a przełęczą Osice. Stoki południowo-zachodnie opadają w kierunku doliny Harczygrund, natomiast północno-wschodnie, w górnej części trawersowane przez szosę Krośnica – Sromowce Wyżne, schodzą ku dolinie potoku Krośnica. Partie szczytowe stanowią dość rozległy, połogi teren pokryty łąką. Jest to hala Majerz. Z powodu braku lasu jest ona dobrym punktem widokowym na okolicę. Masyw Majerza prawie w całości znajduje się na terenie Pienińskiego Parku Narodowego.
Nazwa szczytu pochodzi od hali Majerz, ta zaś od niemieckiego słowa Maierhof oznaczającego folwark (o folwarku w tym miejscu wspominają dokumenty z 1598 i 1632 r.). Na Podtatrzu zostało ono spolszczone do majerza. Na Spiszu majerzem nazywano koszary, w których trzymano na polu krowy przez sezon wypasowy, zaś majerem odpowiednika bacy (w odróżnieniu od niego nie zajmował się owcami, lecz krowami).
Majerz znajduje się w granicach wsi Hałuszowa w województwie małopolskim, w powiecie nowotarskim, będąca sołectwem w gminie Krościenko nad Dunajcem.

## Szlak turystyczny
– przez wierzchołek i całą halę Majerz prowadzi niebieski szlak turystyczny na odcinku Czorsztyn – Trzy Korony. Czas przejścia: z Czorsztyna 15 min, z przełęczy Osice 15 min.